# Susan Griffin
Susan Griffin (geboren am 26. Januar 1943) ist eine radikalfeministische Philosophin, Essayistin und Dramatikerin, die vor allem für ihre innovativen, ökofeministischen Werke in Mischformen bekannt ist.

## Leben
Griffin wurde 1943 in Los Angeles, Kalifornien, geboren und hat seitdem in Kalifornien gelebt. Nach dem Tod ihres Vaters, als sie 16 Jahre alt war, pendelte sie zwischen den Familien hin und her, bis sie schließlich in das Haus und die Familie des bekannten Künstlers Morton Dimondstein aufgenommen wurde. Ihre biologische Familie war irischer, schottischer, walisischer und deutscher Abstammung. Nachdem sie ein Jahr in einem jüdischen Nachkriegsheim verbracht hatte, wurde ihr deutsches Erbe nicht offen ausgesprochen, und sie verteufelte die Deutschen zunächst, unternahm aber später mehrere Reisen nach Deutschland (u. a. in das Konzentrationslager Mittelbau-Dora), um ihr jüdisches und ihr deutsches Erbe miteinander zu versöhnen. Sie besuchte zwei Jahre lang die University of California, Berkeley, und wechselte dann an das San Francisco State College, wo sie ihren Bachelor of Arts in Kreativem Schreiben (1965) und ihren Master of Arts (1973) erwarb, beide Abschlüsse unter der Leitung von Kay Boyle. Sie unterrichtete als Hilfsprofessorin an der UC Berkeley sowie an der Stanford University und am California Institute of Integral Studies. Griffin lehrte am California Institute for Integral Studies, am Pacifica Graduate Institute, am Wright Institute und an der University of California.
Derzeit lebt sie in Berkeley, Kalifornien. Griffins Nachlass befindet sich in der Schlesinger Library, Radcliffe Institute, an der Harvard University.

## Arbeit
Griffin hat 21 Bücher geschrieben, darunter Sachbücher, Gedichte, Anthologien, Theaterstücke und ein Drehbuch. Ihr Werk wurde in über 12 Sprachen übersetzt. Griffin beschreibt, dass sie in ihrem Werk "Verbindungen zwischen der Zerstörung der Natur, der Herabsetzung der Frau und dem Rassismus herstellt und die Ursachen des Krieges bis zur Verleugnung im privaten und öffentlichen Leben zurückverfolgt".
Rape: The All-American Crime (1971), ein in Ramparts veröffentlichter Artikel, war eine der ersten Veröffentlichungen über Vergewaltigung aus einer feministischen Perspektive.
Woman and nature: The Roaring Inside Her (1978) hat sich mehr als 100.000 Mal verkauft und stellt Verbindungen zwischen Umweltzerstörung, Sexismus und Rassismus her. Dieses Werk, das als eine Form der Prosa-Lyrik angesehen wird, gilt als Auslöser für den Ökofeminismus in den Vereinigten Staaten. Griffin führt ihre Verbindung zum Ökofeminismus auf ihr Aufwachsen an der Pazifikküste zurück, das ihrer Meinung nach ihr Bewusstsein für Ökologie kultivierte.
Sie war als Drehbuchautorin an der 1990 veröffentlichten Dokumentation Berkeley in the Sixties – Die Geburt der 68er Bewegung beteiligt.
Griffin formulierte ihren Anti-Pornografie-Feminismus in Pornography and Silence: Culture's Revenge Against Nature (1981). Darin argumentiert sie, dass das Streben nach Meinungsfreiheit zwar zu einer Position gegen die Zensur von Pornografie führen könnte, dass aber die Freiheit, Pornografie zu schaffen, zu einem Kompromiss bei der "menschlichen Befreiung" führt (da die Befreiung der Menschheit die Emanzipation der Frauen einschließen würde). Sie argumentiert, dass Pornografie und Eros getrennte und gegensätzliche Ideen sind, wobei Pornografie "nicht die Sehnsucht nach sexueller Befreiung ausdrückt, sondern deren Gegenteil, den Wunsch, den Eros zum Schweigen zu bringen" Griffin zufolge sind die Ursprünge der Pornografie in einer weit verbreiteten Angst vor der Natur verwurzelt, und pornografische Bilder "objektivieren und entwürdigen den (meist weiblichen) Körper". Dies, so Griffin, lehre die Frauen, sich selbst zu verachten, und nähre eine ungesunde, perverse Kultur. Im Gegensatz dazu argumentiert Griffin, dass "echte sexuelle Befreiung eine Versöhnung mit der Natur, eine Heilung zwischen Körper und Geist" erfordere. Die Kritiker reagierten weitgehend mit Verachtung auf Pornografie und Kultur, und viele beschwerten sich, dass das Buch mehr wie eine Tirade als eine realistische philosophische Diskussion wirke.

## Auszeichnungen
Griffin erhielt ein MacArthur-Stipendium für Frieden und internationale Zusammenarbeit, Stipendien der NEA und der Guggenheim Foundation sowie einen Emmy Award für das Stück Voices. Sie ist in dem feministischen Geschichtsfilm She's Beautiful When She's Angry aus dem Jahr 2014 zu sehen. 1993 war sie Finalistin für den Pulitzer-Preis für allgemeine Sachbücher für A Chorus of Stones: The Private Life of War.

## Kritik
Viele Kritiker loben Griffins unverblümte Ansichten und Einsichten zur Rolle des Feminismus in allen wichtigen Fragen der heutigen Zeit, während andere ihre Schriften als zu verworren oder reißerisch kritisieren. In den meisten Rezensionen zu Griffins Werk werden die verschlungenen und komplizierten Verbindungen, die sie zwischen der Frau und größeren weltlichen Themen wie Krieg, Krankheit, Pornografie und der Natur selbst aufzeigt, in ihrem einzigartigen Schreibstil widergespiegelt, über den sich die Kritiker ausführlich geäußert haben.
In einer Rezension von Carol H. Cantrell aus dem Jahr 1994 wird Griffins Woman and Nature als "schwer zu beschreiben" bezeichnet. Das meiste sieht auf der Seite wie Prosa aus, aber der Gedanke ist fragmentiert, metaphorisch und diskontinuierlich; es gibt viele Geschichten, aber auch sie sind oft elliptisch und metaphorisch." In einer Rezension von What Her Body Thought: A Journey into the Shadows schrieb Susan Dion von The Women's Review of Books: "...Griffin wiederholt nicht einfach nur alte Themen der feministischen Wissenschaft oder der Medizingeschichte; vielmehr sondiert sie, denkt nach und schlägt verschiedene Wege vor, viele miteinander verbundene Themen zu betrachten...Griffins Überlegungen und Hypothesen sind frisch, klug und lehrreich, wenn auch nicht immer überzeugend."

## Werke
- Woman and Nature: the Roaring Inside Her (1978)
- Rape: The Power of Consciousness (1979) OCLC 781089176 ISBN 0062503502
- Pornography and Silence: Culture's Revenge Against Nature (1981) OCLC 964062418 ISBN 0704338777
- "Sadomasochism and the erosion of self: a critical reading of Story of O," in Against Sadomasochism: A Radical Feminist Analysis, ed. Robin Ruth Linden (East Palo Alto, Calif. : Frog in the Well, 1982.), pp. 183–201
- Unremembered Country: poems (Copper Canyon Press, 1987) OCLC 16905255 ISBN 1556590008
- A Chorus of Stones: the Private Life of War (1993) Psychological aspects of violence, war, womanhood OCLC 1005479046 ISBN 038541885X
- The Eros of Everyday Life: Essays on Ecology, Gender and Society (1995) OCLC 924501690 ISBN 0385473907
- Bending Home: Selected New Poems, 1967-1998 (Copper Canyon Press, 1998) OCLC 245705378 ISBN 1556590865
- What Her Body Thought: a Journey into the Shadows (1999)
- The Book of the Courtesans: a Catalogue of Their Virtues (2001)
- Wrestling with the Angel of Democracy: On Being an American Citizen (2008)
- Transforming Terror: Remembering the Soul of the World, co-edited with Karen Lofthus Carrington (University of California Press, 2011)